# Omegalebra morrisoni
Omegalebra morrisoni är en insektsart som beskrevs av Young 1957. Omegalebra morrisoni ingår i släktet Omegalebra och familjen dvärgstritar.
Artens utbredningsområde är Dominikanska republiken. Inga underarter finns listade i Catalogue of Life.